# Anneau de Delbet
Pour les articles homonymes, voir Delbet.
L'Anneau de Delbet est un type d'attelle, encore appelé anneau claviculaire ou anneau en huit, il est utilisé pour maintenir en place la portion supérieure du thorax, souvent utilisé lors d'une fracture de la clavicule. Il est généralement muni d'attaches velcro ajustables dans le dos, le but étant de provoquer une rétro-pulsion des 2 épaules, ce qui écarte les deux fragments osseux.
Il s'agit d'un type d'attelle qui est utilisée fréquemment car elle est censée diminuer la déformation, voire réduire la fracture. Pour ce faire, cette attelle en forme de huit doit  être très serrée, ce qui est parfois difficilement supportable, surtout la nuit. En plus l'attelle se détend fréquemment pendant la nuit, ce qui la rend inefficace.

## La fracture de la clavicule
C’est une fracture fréquente, puisqu'elle représente 10% de toutes les fractures. Le siège de la fracture se situe généralement au milieu de la diaphyse claviculaire. Elle survient le plus souvent lors d’un accident sportif, soit lors d'une chute (vélo, ski alpin, alpinisme, etc.) ou d'un contact violent (rugby, etc.). Elle peut résulter d'un accident domestique ou au travail.

### Traitement chirurgical versus traitement conservateur
Quatre-vingts pour cent des fractures de la clavicule se situent dans le tiers central de la clavicule. Bien que le traitement de ces fractures soit généralement non chirurgical, les fractures de la clavicule avec déplacement peuvent nécessiter un traitement chirurgical en raison du risque plus élevé de non consolidation.
Il existe peu de preuves que le traitement chirurgical apporte des avantages en termes de fonction, de douleur ou de qualité de vie par rapport au traitement conservateur, si ce n'est une légère réduction des échecs de traitement et des résultats esthétiques légèrement supérieurs.
On note l'absence de différence entre le traitement chirurgical et le traitement conservateur en ce qui concerne le risque d'effets indésirables. Les effets indésirables chirurgicaux comprennent la possibilité d'infection de la plaie, de déhiscence et d'irritation du matériel. Les effets indésirables associés le plus souvent au traitement conservateur sont la persistance d'un syndrome symptomatique et la rigidité de l'épaule.
Après la publication d'une étude en 2007 par la Société canadienne de orthopédie (COTS), les taux de chirurgie de fracture de la clavicule ont augmenté de 700%. Cependant, certains auteurs remettent en doute les conclusions de cette étude qui prenait en compte les coûts totaux (chirurgie, revalidation, incapacité de travail, etc.).
Il existe certes, dans certains cas, des indications impérieuses pour un traitement chirurgical, mais de nombreuses données publiées suggèrent que le choix d'opérer ou d'opter pour un traitement conservateur se fasse le plus souvent en fonction des préférences du patient, de son mode de vie et de ses attentes personnelles, ainsi qu'au jugement du chirurgien.